# Which Side Are You On?
«Which Side Are You On?» (с англ. — «На чьей ты стороне?») — песня, написанная американской активисткой Флоренс Рис в 1931 году. Является американской протестной песней, которая часто исполняется сторонниками идей социализма.

## Создание
В 1931 году в юго-восточной части штата Кентукки произошло ожесточенное противостояние между шахтерами, чьи интересы представлял местный профсоюз, и владельцами шахт, на стороне которых выступили сотрудники правоохранительных органов под руководством шерифа Блэра. В американской истории данный эпизод широко известен, как «война Харлан Каунти» — десятилетний конфликт, длившийся в период с 1931 по 1939 годы. В рамках противостояния погибло несколько человек, в том числе молодой профсоюзный активист Гарри Симмс.
Одним из лидеров протестного движения шахтеров стал Сэм Рис — представитель местного профсоюза. Пытаясь запугать его, люди шерифа Блэра незаконно проникли в их жилище, но не застав активиста дома, приняли решение подвергнуть террору его жену Флоренс и детей. После того, как мужчины ушли, Флоренс Рис написала текст песни «Which Side Are You On?» на календаре, который висел у них на кухне. Мелодия была взята из народной баллады «Джек Монро».
Широкую известность песня получила после того, как в 1940 году её исполнил американский фолк-певец Пит Сигер. Впоследствии, песня неоднократно исполнялась разными музыкантами. Официально текст песни был переведен на русский язык в 1983 году Владимиром Роговым. Новый перевод Кирилла Медведева, озаглавленный «С кем ты заодно?», был положен на музыку и исполнен группой «Аркадий Коц» в альбоме 2014 года «Давай займемся политической борьбой».
«Which Side Are You On?» — это один из неофициальных гимнов американских социалистов. Также в 2020 году её использовал сторонник социал-демократических взглядов Берни Сандерс в рамках своей предвыборной кампании. В 1984 году британский кинорежиссёр Кен Лоуч выпустил одноимённый документальный фильм, который посвящен известной забастовке британских шахтеров.

## Текст
| Оригинальный текст | Русский перевод В. Рогова | Русский перевод К. Медведева |
| --- | --- | --- |
| Come all of you good workers Good news to you I’ll tell Of how the good ol' union Has come in here to dwell Припев: Which side are you on? My daddy was a miner And I’m a miner’s son And I’ll stick with the union 'Til every battle’s won Припев: They say in Harlan County There are no neutrals there You’ll either be a union man Or a thug for J. H. Blair Припев: Oh, workers can you stand it? Oh, tell me how you can Will you be a lousy scab Or will you be a man? Припев: Don’t scab for the bosses Don’t listen to their lies Us poor folks haven’t got a chance Unless we organize Припев: | Рабочие ребята, Давай со мной споем, Как наш союз могучий Поставит на своем. Припев: На чьей ты стороне? Отец мой был шахтером, А я — шахтерский сын, И до победы буду С союзом я един. Припев: У нас нейтральных нету, здесь так стоит вопрос: Ты или член союза, Или шерифский пес. Припев: И разве так не ясно, Что вам предпочитать — Штрейкбрехером паршивым Иль человеком стать? Припев: Не будь подлизой боссам, Не слушай их вранье, Ведь лишь объединившись, Мы сможем взять свое! Припев: | Привет друзьям-рабочим, Мне есть что вам сказать. Наш старый добрый профсоюз Ведет борьбу опять. Припев: С кем ты заодно, друг, с кем ты заодно? Отец мой был шахтером, Я не забыл отца. Он будет вместе с нами До победного конца. Припев: Чью сторону выбираешь? Определяйся сам. Кто не вступает в профсоюз, Тот служит богачам. Припев: Рабочие, проснитесь! Ответьте ж, черт возьми! Хотите быть штрейкбрехерами Или быть людьми? Припев: Не уступайте боссам! Не верьте их словам. Пока мы не объединимся, не сломить их нам. Припев: |

## Версии других музыкальных исполнителей
- The Weavers — The Weaver’s Almanac, 1963
- Пит Сигер — Greatest Hits, 1967
- Билли Брэгг — Between the Wars, 1985
- The Savage Rose — Hvis Side Er Du På, 1989 (на датском)
- Deacon Blue — Riches & More, 1997
- Dropkick Murphys — Sing Loud, Sing Proud!, 2001, и Live on St. Patrick’s Day from Boston, MA, 2002
- Peter, Paul and Mary — 2003
- Натали Мерчант — The House Carpenter’s Daughter, 2003
- The Nightwatchman (проект американского гитариста Тома Морелло) — Union Town, 2011
- Ани Дифранко — Which Side Are You On? 2012
- Panopticon — Kentucky, 2012
- Талиб Квели — Indie 500, 2015
- Commandantes — Für Brot Und Freiheit!, 2006